# Illa Dundas (Colúmbia Britànica)
L'illa Dundas és una illa de la costa nord de la Colúmbia Britànica, Canadà, al costat oest del Chatham Sound, al nord-oest de Prince Rupert. Amb 148 km² és la més gran d'un grup d'illes conegudes com a illes Dundas. Altres illes més petites del grup són l'illa Baron, l'illa Dunira, l'illa Melville i altres petites illes i illots al costat oest de Chatham Sound, entre els passos Brown i Caamaño.
L'illa i el seu arxipèlag van ser batejats el juliol de 1793 pel capità George Vancouver en honor a Henry Dundas (1742-1811), tresorer de la Marina de 1783 a 1801, a qui se li va concedir el títol de vescomte de Melville el 1802 i també va ser nomenat baró Dunira. Les illes Dundas van ser originalment percebudes per Vancouver com una única illa que va anomenar illa de Dundas.